# Olympisk vapenvila
| Olympisk vapenvila |
| --- |
| Olympiska elden vid vinter-OS 2018. - Betydelse – vapenvila i samband med olympiska spel - Bakgrund – 776 f.Kr., återuppväckt 1992 - Mål – gynnande av samarbetsandan mellan världens länder |

Olympisk vapenvila är en tradition som går tillbaka till de ursprungliga olympiska spelen år 776 f.Kr. En vapenvila (klassisk grekiska: ékécheiria), där stridande parter lade ner vapnen, utannonserades för att säkerställa att den olympiska värden (Elis på västra Peloponnesos), idrottarna och åskådarna utan fara skulle kunna ta sig till och från deras respektive stadsstater. Traditionen har sedan 1992 återupplivats och försökts hållas vid liv av både Internationella olympiska kommittén (IOK) och Förenta nationerna (FN).

## Modern historik
1992 förnyade IOK den här traditionen, genom att be alla nationer att respektera vapenvilan under de olympiska spelen. OS ägde detta år rum i Albertville och Barcelona, medan Balkankrigen pågick i flera av Jugoslaviens följarstater.
FN ville återskapa traditionen med olympisk vapenvila genom sin FN-resolution 48/11 från den 25 oktober 1993, några månader före Lillehammer-OS 1994. Under spelen kunde även en delegation från IOK besöka 1984 års vinter-OS-arrangör Sarajevo, då under långvarig belägring på grund av Bosnienkriget.
1996 förband sig arrangörskandidaten Aten att verka för att den olympiska vapenvilan via den olympiska elden och dess 142 dagar långa internationella stafett. Tre år senare etablerade IOK International Olympic Truce Foundation ('Internationella olympiska vapenvilestiftelsen') och den Internationella olympiska vapenvilans centrum, i samarbete med Grekland. Visionen var att skydda idrottarnas och deras idrotters intressen, liksom att främja de fredliga principerna idag.
Dessutom anköts till den olympiska vapenvilan i FN:s millenniedeklaration, artikel 10, den 8 september 2000.

### Initiativ och brott (urval)
- 1998 – FN:s generalsekreterare Kofi Annan bad alla länder att respektera den olympiska vapenvilan under vinterspelen i Nagano. Orsaken var inte minst oron i och runt Persiska viken.[5]

- 2000 – Under inledningen av sommarspelen i Sydney marscherade de båda delegationerna för Syd- och Nordkorea in, sida vid sida och under samma flagga. Detta var första gånger under något OS-arrangemang.[6]

- 2004 – I samband med sommar-OS i Aten spreds tanken om den olympiska vapenvilan via den olympiska fackelstafetten. FN stödde IOK:s begäran hos världens länder att avbryta krigföringen under de 16 dagar som OS pågick.

- 2006 – Under vinter-OS i Turin visade idrottare och funktionärer sitt stöd åt den olympiska vapenvilan genom namnteckningar på en av de tre väggarna som fanns i de tre olympiabyarna.

- 2008 – Kriget i Georgien 2008 bröt ut i samband med invigningen av sommar-OS i Peking.[7]

- 2010 – Olika projekt relaterade till fred arrangerades i samband med vinter-OS i Vancouver. Detta inkluderade den öppna inbjudan 'Make Your Peace', där folk ombads att verka fredligt hemma, i skolan, på arbetet och i samhället.[8] Här fanns också en konstinstallation med titeln "Room to Make Your Peace".[9]

- 2012 – 17 oktober 2011 utfärdade FN:s generalförsamling en resolution för vapenvila under det kommande sommar-OS i London. För första gången var alla 193 FN-medlemmar signatärer av resolutionen. Den slutliga efterlevnaden av resolutionen försvårades av det pågående inbördeskriget i Syrien.[10]

- 2014 – Rysslands annektering av Krim igångsattes efter förberedelser under slutfasen av vinter-OS i ryska Sotji.[11]

- 2018 – Både Nord-, Sydkorea och USA förband sig att hedra den olympiska vapenvilan i samband med årets vinter-OS i Peyongchang.[12]

- 2022 – Inför 2022 års vinter-OS vägrade Australien, USA, Indien, Japan och Turkiet att underteckna årets olympiska vapenvila. Detta var del av den diplomatiska bojkotten mot Kina för dess behandling av landets uiguriska minoritet.[13] 21 februari 2022 erkände Ryssland Ukrainas båda utbrytarrepubliker Donetsk och Lugansk, och förde därefter in ryska trupper i området. Tre dagar senare invaderade Ryssland resten av Ukraina.[14]